# Ausonia (Schiff, 1915)
Die Ausonia war ein nicht fertiggestelltes italienisches Passagierschiff, benannt nach einer Landschaft in Süditalien, das gegen Ende des Ersten Weltkriegs von der Kaiserlichen Marine des Deutschen Reichs zum Flugzeugträger umgebaut werden sollte.

## Vorgeschichte
Die Kaiserliche Marine hatte bereits mehrere ehemalige Handelsschiffe zu Flugzeugmutterschiffen umbauen lassen und mit jeweils zwei bis vier Wasserflugzeugen ausgerüstet, die dann zu Aufklärungszwecken eingesetzt wurden. Nachdem der Kleine Kreuzer Stuttgart zum Flugzeugkreuzer (mit drei Wasserflugzeugen) umgebaut worden war und man mit dem Ergebnis zufrieden war, wurde zunächst geplant, auch den veralteten aber relativ schnellen Großen Kreuzer Roon (mit vier Wasserflugzeugen) und den Kleinen Kreuzer Stettin entsprechend umzubauen. Diese Pläne wurden jedoch im Oktober 1918 aufgegeben, nachdem man sich im Konstruktionsamt des Reichsmarineamts stattdessen dafür entschieden hatte, das 1914 bei Blohm & Voss in Hamburg für die italienische Reederei Societa Italiana di Servizi Marittimi (Sitmar) auf Kiel gelegte, am 15. April 1915 vom Stapel gelaufene und seitdem dort unfertig liegende Turbinenpassagierschiff Ausonia zu einem Flugzeugträger umzubauen und dann als Flugzeugdampfer I in Dienst zu stellen.

## Planungsentwurf
Die Ausonia war 158,8 m lang (149,6 m in der Wasserlinie) und 18,8 m breit. Sie hatte 7,43 m Tiefgang und sollte eine Verdrängung von 12.585 Tonnen haben. Die Maschinenanlage bestand aus zwei Dampfturbinen von Blohm & Voss mit einer Gesamtleistung von 18.000 PS, die eine Höchstgeschwindigkeit von 21 Knoten ermöglichten.
Der dem Admiralstab mit der Einrichtung am 29. August 1914 unterstellte Befehlshaber der Marineluftfahrabteilungen, später zum Marine-Flugchef umbenannt, Kapitän zur See Otto Kranzbühler, gab den Auftrag für den Planungsentwurf. Der Entwurf, konzipiert durch den Dipl.-Ing. und Leutnant zur See d. R. Jürgen Reimpell (* 1892), sah eine Art Hybrid zwischen Flugzeugmutterschiff und Flugzeugträger vor. Reimpell besaß fliegerische Erfahrungen, da er seit 1915 in der I. Seefliegerabteilung eingesetzt war. Das Schiff sollte bis zu 19 Wasserflugzeuge und 10 Radflugzeuge tragen. Wie auch andere Träger der damaligen Zeit sollte der Entwurf I ein langes Landedeck auf dem Achterschiff haben und ein kürzeres Startdeck auf dem Vorschiff, von dem aus die Flugzeuge direkt aus dem Hangar starten konnten. Im Gegensatz zu den bereits operierenden britischen Trägern (wie Furious und Argus) sollte das Schiff als Novum bereits eine Brücke als Inselaufbau haben, wie sie erst viel später auf allen Flugzeugträgern üblich wurde. Der Entwurf II besaß gegenüber dem vorhergehenden Entwurf ein durchgehendes Flugdeck und geänderte strukturelle Einrichtungen bezüglich der Flugzeughandhabung. Zudem wird angenommen, dass das Schiff zur Selbstverteidigung mit sechs 8,8-cm-Flak L/45 und einigen Maschinenkanonen im Kaliber 3,7 cm ausgerüstet worden wäre.

## Verbleib
Diese Pläne wurden durch das Kriegsende im November 1918 hinfällig. Die Bauwerft und die italienische Reederei verhandelte 1919/20 mehrfach über einen Weiterbau als Passagierschiff, jedoch wurde dies letztlich wegen der beginnenden Inflation aufgegeben und das unfertige Schiff zum Verkauf ausgeschrieben. Da keine Reederei das für die speziellen Bedingungen des östlichen Mittelmeerraums konstruierte Schiff haben wollte, wurde der Rumpf 1922 auf der Bauwerft abgewrackt.
Die Ausonia hatte ein auf einer italienischen Werft gebautes Schwesterschiff, die Esperia. Diese kam 1918 in Fahrt und wurde am 20. August 1941 vor Tripolis durch das britische Unterseeboot HMS Unique versenkt.